# Šarišské Lúky (stacja kolejowa)
Šarišské Lúky – stacja kolejowa we wsi Ľubotice w powiecie Preszów w kraju preszowskim na Słowacji.